# Jama (gmina Novo mesto)
Jama – wieś w Słowenii, w gminie miejskiej Novo mesto. W 2018 roku liczyła 32 mieszkańców. 